# Tiel vasútállomás
Tiel vasútállomás vasútállomás Hollandiában, Tiel községben,  településen.

## Vasútvonalak
Az állomást az alábbi vasútvonalak érintik:
- Elst-Dordrecht-vasútvonal

## Kapcsolódó állomások
A vasútállomáshoz az alábbi állomások vannak a legközelebb:
- Tiel Passewaaij vasútállomás
- Kesteren vasútállomás